# Halunte

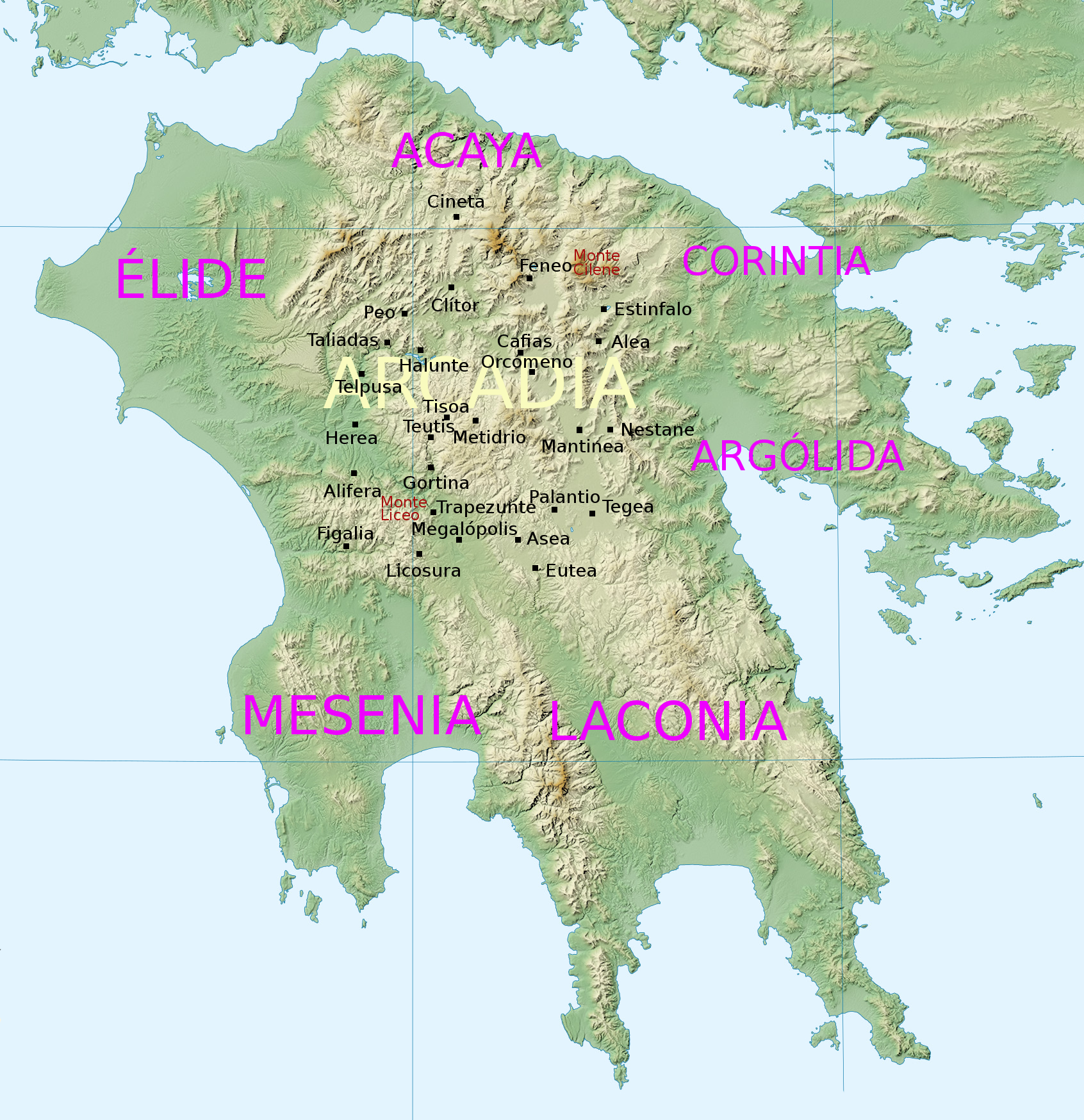
Mapa del Peloponeso con la situación de algunas de las principales ciudades de la antigua Arcadia. Halunte se ubicaba entre Taliadas y Orcómeno.

Halunte (en griego, Άλούς) es el nombre de una antigua ciudad griega de Arcadia.
Pausanias la menciona como un lugar donde pasaba el río Ladón, después de Órix y antes de atravesar Taliadas.
Se localiza en la localidad moderna de Syriamou.